# Hochkirch
Hochkirch (szorb nyelven Bukecy) település Németországban, azon belül Szászország tartományban. Lakosainak száma 2225 fő (2023. december 31.). Hochkirch Weißenberg, Kubschütz és Cunewalde községekkel határos.

## Népesség
A település népességének változása:
| Lakosok száma | 2280 | 2262 | 2259 | 2252 | 2225 |
|               | 2017 | 2019 | 2021 | 2022 | 2023 |